# さかい温泉
さかい温泉（さかいおんせん）は、福島県南会津郡南会津町界にある温泉。

## 泉質
- ナトリウム-塩化物・硫酸塩泉（源泉名：南郷界温泉1号源泉）
  - 泉温　60℃

## 温泉地
南会津町界の高台に、一軒宿の「会津高原 星の郷ホテル」が存在する。近辺には、会津高原南郷スキー場がある。
「星の郷ホテル」の前身は、さゆり荘である。

## 歴史
1970年（昭和45年）4月、金属鉱物探鉱促進事業団の黒鉱ボーリング調査中、地下約1,300 m、72℃の温泉が湧出。温泉は事業団から南郷村に渡され、同12月にはプレハブの施設が村民に無料開放された。公募の結果1971年（昭和46年）3月に「さかい温泉」と命名された。
同年10月に、村営の「さゆり荘」が鉄骨2階建で開業した。1974年（昭和49年）夏には、5階建のさゆり荘新館がオープンした。時期を同じくして、近隣には全国初の村営のボウリング場もできた。
その後、老朽化により後継施設を整備することとなり、2021年（令和3年）3月28日に「さゆり荘」が一時閉業。同年9月13日、「星の郷ホテル」として、移転オープンする。

## アクセス
- 会津鉄道 会津田島駅よりシャトルバスで約40分。
- 東北自動車道西那須野塩原ICより約115分。

## 周辺
- 会津高原南郷スキー場